# Phylacozetes ensifer
Phylacozetes ensifer är en kvalsterart som beskrevs av Sandór Mahunka 1984. Phylacozetes ensifer ingår i släktet Phylacozetes och familjen Microzetidae. Inga underarter finns listade i Catalogue of Life.